# EurKEY

Distribución de teclado EurKEY

EurKEY es una Distribución del teclado multilingüe para europeos, programadores y traductores. Fue desarrollado de Steffen Brüntjen en 2017

## Ideas para el desarrollo de la distribución
Con la motivación original de facilitar a los programadores no angloparlantes el acceso a los símbolos sintácticos de uso frecuente como { y } y al mismo tiempo permitir la introducción de caracteres específicos de cada país, la disposición de EurKEY se basa en la Teclado de Estados Unidos y la amplía con numerosas letras europeas, caracteres especiales, el alfabeto griego y muchos símbolos matemáticos comunes. Los símbolos especiales como las diéresis se crean con la tecla AltGr.

## Disponibilidad
La disposición del teclado está disponible libremente para Windows, Mac OS X y Linux. EurKEY se ha incluido en la versión 2.12 (mayo de 2014) del componente xkeyboard-config del Sistema de ventanas X y, por lo tanto, se puede seleccionar directamente en muchas distribuciones de Linux sin necesidad de instalar paquetes adicionales.

## EurKEY Colemak-DH

Teclado EurKEY Colemak-DH en la versión ANSI

Teclado EurKEY Colemak-DH en la versión ISO

Aparte de la EurKEY tradicional, se ha desarrollado una versión ergonómica de la misma con el objetivo de combinar las ventajas de la EurKEY y las disposiciones ergonómicas del teclado. Esta disposición ergonómica multilingüe se basa en el Colemak (inglés) con el DH-Mod utilizando los principios de diseño de la EurKEY. La base Colemak asegura que las ventajas para los programadores no angloparlantes de EurKEY se mantienen. Existe la facilidad de uso de atajos comunes como (Ctrl+(Z/(X/(C/(V. La DH-Mod tiene en cuenta la crítica de que Colemak se centra demasiado en las teclas de la fila media de la columna central (D y (H), lo que puede conducir a torpes movimientos laterales de la mano. La mejora de la ergonomía con una disposición del teclado inglés se basa en el supuesto de que los europeos escriben principalmente en su lengua materna, el inglés y otra lengua europea. Sin embargo, la elección de un teclado inglés también tiene sentido, ya que el inglés es la lengua extranjera más hablada (38% de la población) en la Unión Europea, mientras que el 54% de la población de la UE es capaz de hablar al menos otra lengua además de su lengua materna.